# نيستور موراليس
نيستور موراليس (بالإسبانية: Néstor Morales)‏ هو صحفي كولومبي، ولد في 1960 في بوغوتا في كولومبيا.